# Seseli krylovii
Seseli krylovii är en flockblommig växtart som först beskrevs av Vadim Nikolaevich Tikhomirov, och fick sitt nu gällande namn av Pimenov och Sdobnina. Seseli krylovii ingår i släktet säfferötter, och familjen flockblommiga växter. Inga underarter finns listade i Catalogue of Life.